# 894 Erda
894 Erda è un asteroide della fascia principale del diametro medio di circa 36,54 km. Scoperto nel 1918, presenta un'orbita caratterizzata da un semiasse maggiore pari a 3,1148874 UA e da un'eccentricità di 0,1153729, inclinata di 12,69881° rispetto all'eclittica.
Il suo nome fa riferimento a Jǫrð, una dea della Terra secondo la mitologia norrena.